# Шахтёр-Булат
«Шахтёр-Булат» (каз. Шахтёр-Болат) — бывший советский и казахстанский футбольный клуб из города Темиртау. Являлся фарм-клубом команды «Шахтёр» (Караганда).
Цвета клуба — красный и белый. Выступал в Первой лиге Казахстана по футболу.

## История
Клуб создан в 1959 году под названием «Металлург». Название «Булат» получает в 1970 году.

### Советский период
- 1961-1964 — обладатель Кубка и чемпион Карагандинской области.
- 1964-1965 — 2-е место в Чемпионате КазССР.
- 1966-1968 — выступления в Первенстве ССР (Класс «Б»).
- 1967-1968 — бронзовый призёр зоны Средней Азии и Казахстана.
- 1969-1977 — выступления в Чемпионате КазССР.
- 1970 — чемпион и обладатель Кубка Казахской ССР.
- 1972-1976 — обладатель Кубка Казахской ССР.
- 1975 — высшее достижение «Булата»: команда завоёвывает Кубок СССР среди команд физкультуры («Кубок миллионов»). На пути к финалу Кубка «Булат» обыгрывает «Гранит» Владивосток — 4:1 (голы В. Мироненко-2, Г. Жабалов, В. Цой), СКИФ Ташкент — 2:1 (В. Цой-2), «Темп» Барнаул 2:1 (В. Мироненко-2) и «Сокол» Львов — 1:0 (В. Мироненко). В финале, благодаря голу капитана «Булата» Жабала Газизова, был обыгран «Сатурн» из Раменского. Тренером команды был заслуженный тренер КазССР Булат Галиев.
- 1978-1984 — выступления во Второй лиге Первенства СССР.
- 1978 — открытие стадиона «Металлург».
- 19 сентября 1981 — первая международная встреча (со сборной Лаоса — 6:3).
- 1981 — при ФК «Булат» открывается детско-юношеская школа по футболу.

### Казахстанский период
- 1992 — в первом чемпионате суверенного Казахстан «Булат» занимает 17 место из 24 команд, а в Кубке Казахстана выбывает на стадии 1/8 финала. Нападающий Павел Демян стал третьим бомбардиром чемпионата, записав на свой голевой счет 19 голов.
- 1993 — «Булат» занимает 13 место, а Павел Демян снова третий бомбардир, только на этот раз он поразил ворота соперников 25 раз. Защитник Андрей Пинчуков был признан лучшим центральным защитником страны.
- 1994 — «Булат» становится по итогам сезона 7-м. За 30 игр команда победила 13 раз, 7 раз играла вничью и потерпела 10 поражений, разница мячей составила 31-34, а набрано было 33 очка
- 1995 — «Булат» в чемпионате Казахстана занимает предпоследнее, но в связи с расширением числа команд с 17 до 19, темиртаусцы остаются в высшей лиге. Форвард «Булата» Владимир Кравченко с 17 голами вошёл в тройку лучших бомбардиров чемпионата
- 1996 — «Булат» занимает 17 место, но из-за банкротства многих команд сохраняет своё место среди лучших команд Казахстана. Но снова становится предпоследним.
- 1997 — «Булат» с 14 очками заканчивает чемпионат 13-м.
- 1998 — «Булат» снова 13-й, но теперь он набрал всего 12 очков и вылетает из высшего дивизиона чемпионата Казахстана
- 1999 — 2004 — «Булат» играет в первой лиге и только в 2004 году, одолев в переходном матче «Алма-Ату», команда получила возможность выступать в Суперлиге Казахстана.
- 1999 — воспитанники темиртауского футбола и бывшие игроки «Булата» защитники Виталий Артемов и Максим Самченко в составе сборной Казахстана приняли участие в чемпионате мира среди молодежи FIFA World Cup U-20, который прошёл в Нигерии. За воспитание этих игроков Сергей Поленов получил звание «Заслуженный тренер Казахстана»

- 2005 — самый провальный сезон в истории клуба. «Булат» занимает последнее место в Суперлиге. При этом установив антирекорд: не одержав ни одной победы и пропустив аж 88 мячей. В активе команды лишь одна ничья со ставшим впоследствии чемпионом «Актобе», гол в той игре забил Сапар Карынбаев. В команде были легионеры с Украины и из России. В середине сезона основной хавбек Виктор Кожушко перешёл в состав ФК «Атырау», а уже по окончании сезона Дмитрий Большаков стал игроком «Иртыша». Легионеры вернулись к себе домой.
- 2006—2015 — команда с переменным успехом выступает с Первой лиге, финишируя то в верхней, то в нижней части части турнирной таблицы. Лишь в 2015 году «Булат» занимает итоговое третье место, остановившись в шаге от второй строчки, дающей право на выход в Премьер-лигу через стыковые матчи.

- 2016 — «Булат» входит в структуру карагандинского ФК «Шахтёр» в качестве фарм-клуба, при этом изменив название на «Шахтёр-Булат». Состав команды заметно омоложается. Начиная с сезона-2017 команда также стала выходить на поле в форме и с эмблемой основного клуба организации — «Шахтёра».
- с 2016 года — «Шахтёр-Булат» продолжает играть в Первой лиге Казахстана, в основном показывая слабые результаты по итогам сезона. Результат укороченного из-за пандемии коронавируса сезона-2020 был близок к клубному антирекорду: последнее место из 14 команд при 2 лишь набранных очках.

## Названия
- 1959—1968 — «Металлург».
- 1969—1970 — «Строитель».
- 1970—2001 — «Булат».
- 2003—2005* — «Булат-ЦСКА».
- 2005 — «Булат-MSK».
- 2006 — «Булат-МСТ».
- 2007 — «Булат».
- 2008—2009 — «Булат-АМТ».
- 2010 — «Булат».
- 2011—2015 — «Булат-АМТ».
- с 2016 — «Шахтёр-Булат».

В 2005 году в Первой лиге играл дублирующий состав под названием «Булат-ЦСКА».

## Стадион
Долгие годы команда играла матчи на стадионе «Шахтёр» в Караганде. В 2008 году стадион «Металлург» был отремонтирован и «Булат» получил возможность принимать соперников в родном городе. Стадион «Металлург» вмещает 12 000 зрителей.